# Diomede della Corgna
Diomede della Corgna (Perugia, 1547 – Perugia, 6 settembre 1596) è stato marchese sovrano di Castiglione del Lago (1571-1596) e succedette allo zio materno Ascanio della Corgna.

## Biografia

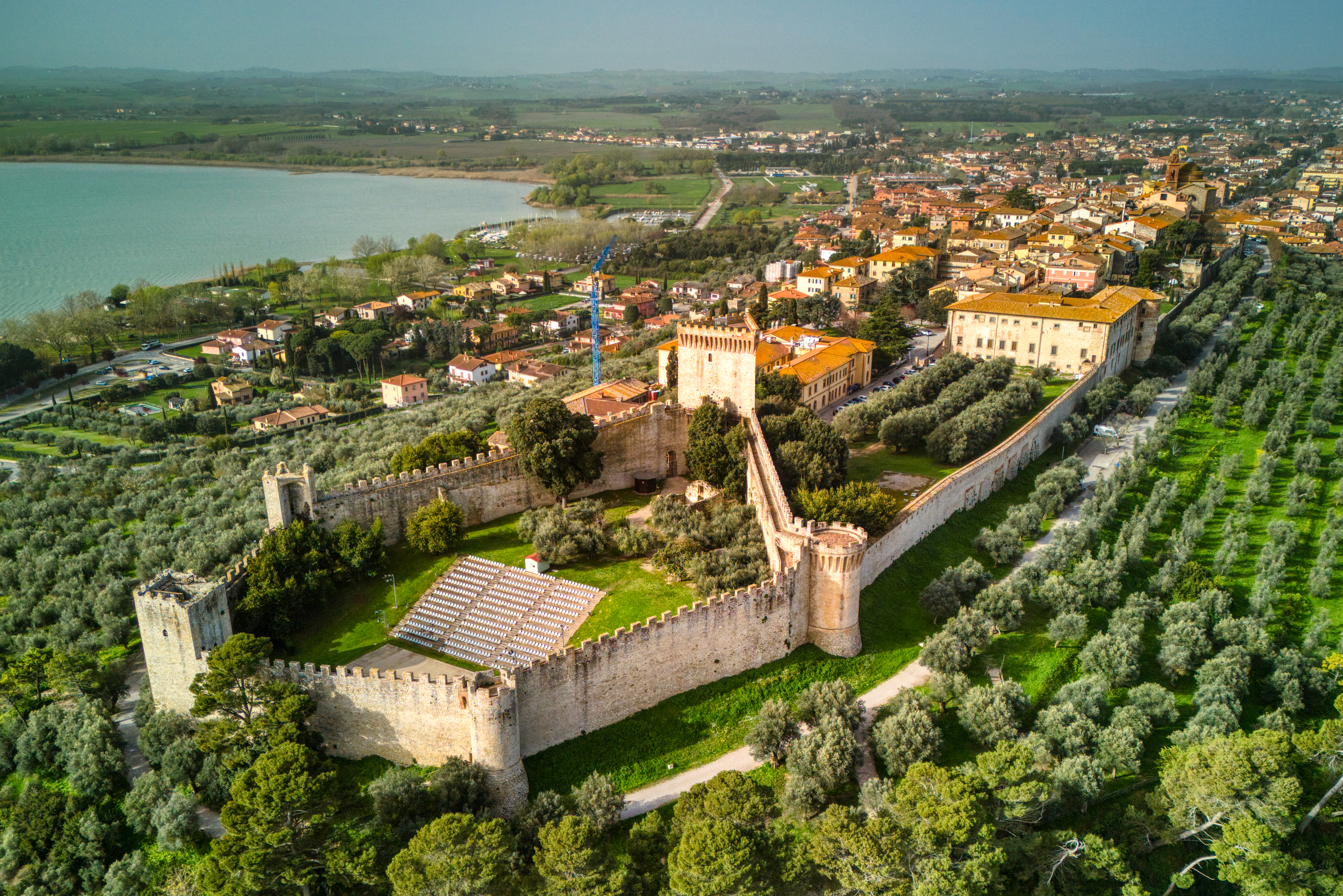
Fortezza di Castiglione del Lago

Secondogenito (i fratelli erano monsignore Fabio e Cesare) di Laura della Corgna, sorella di Ascanio I e del cardinale Fulvio, e di Ercole Arcipreti della Penna, esponente di un'antica famiglia perugina. I tre della Corgna era nipoti, per via materna, del papa Giulio III che aveva infeudato la sorella Giacoma del territorio di Castiglione del Lago e del Chiugi.
Ascanio della Corgna fu nominato marchese il 19 novembre 1563 da Pio IV, ma dal matrimonio con Giovanna Baglioni non ebbe figli: scelse, dunque, come successore, il nipote Diomede che gli subentrò alla sua morte il 3 dicembre 1571.
Altero, invadente, ambiguo e astioso, probabilmente privo delle qualità che distinsero gli zii, Diomede compensò con l'ostentazione esagerata del prestigio familiare e di un lusso che forse non poteva sempre permettersi.
Lo zio Ascanio gli procurò un vantaggioso matrimonio con Porzia Colonna (+1583), sorella di Marzio, duca di Zagarolo e nipote del famoso ammiraglio Marcantonio Colonna. Da lei nacquero tre figli: l'erede Ascanio II (1571, Cesare (chierico di Camera) e Fabio (chierico).
La madre di Diomede, Laura della Corgna, sposò in prime nozze il conte Sano Bigazzini, ma l'unione fu annullata da Paolo III.Lodovico Domenichi, nel suo libro sulla nobiltà delle donne, edito a Venezia nel 1549, la definì una delle più belle ed eloquenti signore di Perugia.
Diomede assunse il cognome della Corgna, mettendo da parte quello paterno.
Il marchese, intanto, amante dello sfarzo e delle apparenze, si dedicò alle arti: fece realizzare dal Pomarancio, nel 1582, (recentemente è stato rinvenuto, in Vaticano, il contratto tra questi e il della Corgna) da Salvio Savini e Giovanni Antonio Pandolfi gli affreschi nel palazzo castiglionese celebranti le gesta di Ascanio e la grandezza della stirpe. Fece completare pure le decorazioni del palazzo di Castel della Pieve e della Villa del Colle del Cardinale, ereditata dallo zio Fulvio della Corgna (con il quale, fino al 1583, condivise la reggenza), dove a volte soggiornava piacevolmente. All'insigne architetto Galeazzo Alessi, invece, commissionò la progettazione di una sua personale dimora a Perugia, nota anche oggi come il palazzo del duca: l'unico, però, che poteva fregiarsi di tale qualifica sarà soltanto suo nipote e ultimo sovrano di Castiglione Fulvio Alessandro.
Diomede, per il suo smisurato amore per il lusso, fu denominato il marchese d'oro, con il trattamento di Eccellenza. Era talmente orgoglioso delle parentele acquisite che, nelle proprie residenze, fece sempre dipingere lo stemma partito della Corgna-Colonna.
Si dedicò, al contrario, poco alle cose militari: partecipò con lo zio Ascanio della Corgna al "Soccorso di Malta", minacciata dai turchi; il papa Clemente VIII lo nominò generale delle armate pontificie in Avignone, ma fu solo un titolo onorifico di cui lui andò fiero.
Nel 1588 il marchese assunse come consigliere politico e segretario di lettere l'erudito scrittore Scipione Tolomei (1553-1630), definito dalla storica dei della Corgna Maria Gabriella Donati-Guerrieri "una specie di Mentore scritturale che elargiva precetti e formulava missive in bello stile per incarico di terzi meno capaci". Il letterato perugino si rese effettivamente indispensabile nel fornire saggi suggerimenti al marchese ed eseguire con zelo gli incarichi affidatigli.
Diomede, comunque, completò nel 1592 gli statuti, redatti dallo zio Ascanio, con la partecipazione del cardinale Fulvio. Il prepotente temperamento gli causò seri problemi con la Santa Sede: fu sotto processo, nel 1566, per il tentato assassinio del capitano Flaminio Graziani e per l'uccisione di un inoffensivo contadino di Panicarola (lo trafisse immediatamente con la spada), colpevole di aver protestato contro l'esosità delle tasse, offendendolo.. Il pentimento del marchese giunse, ma in ritardo, e, per farsi perdonare, fece diminuire i tributi agli abitanti del paesello.
Diomede morì, all'età di 49 anni, nel palazzo di Perugia il 6 settembre 1596: fu tumulato nella cripta di famiglia nella chiesa perugina di San Francesco al Prato. Gli succederà il figlio venticinquenne Ascanio II.